# پاسخ به ایوب
پاسخ به ایوب (به آلمانی: Antwort auf Hiob) کتابی نوشته کارل گوستاو یونگ روان‌شناس سوئیسی است که در آن کتاب ایوب، بخشی از عهد عتیق و یکی از کتب مقدس یهودیان و مسیحیان، از دیدگاه روان‌شناسی و روان‌کاوی تحلیل می‌شود.